# Arboreto de la universidad Kutztown
El Arboreto de la universidad Kutztown (en inglés: Arboretum at Kutztown University) es un arboreto y jardín botánico sin ánimo de lucro de unos 116.95 hectáreas (289 acres) de extensión ocupando el campus de la Universidad de Kutztown, en la localidad de Kutztown, Pensilvania.
El "Arboretum at Kutztown University" ha sido galardonado con la "GreenStar" en el año 2009.

## Localización
Arboretum at Kutztown University 427 Baldy Street Kutztown, Berks county Pennsylvania PA 19530 United States of America-Estados Unidos de América
Planos y vistas satelitales40°30′39.6″N 75°46′58.8″O / 40.511000, -75.783000.
Está abierto a diario al público sin cargo.

## Historia
El 15 de septiembre de 1866, la "Escuela Normal Keystone" se estableció en lo que hoy es la sede de "Old Main". Las necesidades de una incipiente industrialización en la región generaba más y más demandas en la preparación de maestros, y en 1928, la institución fue designada como "Kutztown State Teacher's College" (Escuela Normal del Estado en Kutztown) y autorizada  para otorgar el título de Bachiller.
Con el tiempo, las necesidades de la zona para la formación de personal de educación liberal para sus industrias superó a la necesidad de formación de maestros. En 1960, el Departamento de Educación cambió el nombre de la institución a "Kutztown State College" y diversificó sus objetivos hacia "Un centro de aprendizaje para la mejor educación posible de la juventud de Pensilvania en las artes y las ciencias y la preparación de maestros capaces y dedicados."
El 1 de julio de 1983, la institución se convirtió en la "Kutztown University of Pennsylvania" del Sistema Estatal de Educación Superior. La universidad durante el año académico 1991-92 celebró su 125 años de servicio a la región y la comunidad.
En el 2002, F. Javier Cevallos fue designado el 11º Presidente de la universidad además del primer presidente Latino en el "Pennsylvania State System of Higher Education".
En el otoño de 2011, la matrícula universitaria fue de aproximadamente de 10.283 a tiempo completo y  medio de estudiantes de pregrado y posgrado.

## Colecciones
Este jardín público cuenta con unos 1,800 árboles en una serie de diferentes jardines y  características de paisaje. El Arboretum está actualmente administrado por el Departamento de Servicios con la asistencia del Departamento de Biología y Geografía.
Entre sus jardines destacan:
- Bell Plaza (Plaza de la campana), En el verano de 2008, se instaló la Plaza de la campana entre el "Old Main" y el edificio Stratton de la Administración principal. El jardín cuenta con una campana de bronce que se forjó originalmente en 1871 y posteriormente retirado de la Torre del Reloj "Old Main". La campana ha sido restaurada y está ahora en exhibición como un símbolo de la historia de la Universidad de Kutztown. Entre el material vegetal interesante en la Plaza de la campana se incluyen Acer griseum "Girard", Carya glabra, hortensias "Endless Summer", la hierba japonesa Imperata cylindrica y más.
- Main Street Basket Program (Las cestas de la calle principal), Cuarenta y dos cestas colgantes decoran la calle principal del campus. Las cestas se cambian cinco veces durante el año para introducir variedades vegetales y nuevo colorido cada temporada. Los pensamientos suelen destacar en las primeras cestas. Seguido por una variedad de plantas anuales brillantes y plantas colgantes a través del verano. Los crisantemos de colores brillantes son las plantas elegidas en el tiempo de la caída de las hojas.
- Golden Bear Plaza (Plaza del oso dorado), Una estatua de bronce del "Oso Dorado" está situado en el corazón de esta zona ajardinada. Al mirar por la acera pasado el Oso están las aceras bordeadas de árboles Gingko biloba. Los lechos florales de paisaje de los alrededores están llenos de plantas perennes como Salvia yangii, Hemerocallis "Stella D'Oro Daylily", Rudbeckia hirta, y más.
- Alumni Plaza (Plaza de los antiguos alumnos), La Plaza de los Antiguos Alumnos se encuentra en el lado norte del campus entre Main St. y el N. Campus Drive. Esta zona cuenta con una gran cascada, arroyo, y una fuente de piedra, así como un monumento en ladrillo. Lechos florales de paisaje y una gran variedad de árboles de flor se distribuyen a lo largo de esta zona. Las especies de árboles incluyen Redbuds, acacias, manzanos silvestres, cerezos ornamentales y más. Hierbas ornamentales, azucenas, y una variedad de arbustos y plantas anuales complementan esta zona.
- Greenhouse Landscape (Paisaje junto al invernadero), con Ilex verticillata, Rosa palustris, Hydrangea quercifolia, Comptonia peregrina, Arctostaphylos, Calycanthus, Tsuga canadensis, Hibiscus syriacus Dryopteris marginalis, Hamamelis virginiana, Osmunda regalis, Carex pensylvanica, Weigela florida

Etiquetas permanentes identifican los árboles tanto por sus nombres comunes como los científicos. 

## Misión
La misión de todos los implicados en el Arboreto de la Universidad de Kutztown es recoger y estudiar los árboles y arbustos, para mostrar a través de paisajes de belleza natural para estudiar y disfrutar tanto por la comunidad universitaria, como por las comunidades vecinas.